# Strepsimanes scieropis
Strepsimanes scieropis là một loài bướm đêm trong họ Noctuidae.